# Ithma cebrenis
Ithma cebrenis är en insektsart som beskrevs av Ronald Gordon Fennah 1969. Ithma cebrenis ingår i släktet Ithma och familjen kilstritar. Inga underarter finns listade i Catalogue of Life.